# Psammolestes coreodes
Psammolestes coreodes  es un insecto heteróptero y hematófago perteneciente a la subfamilia Triatominae.A esta especie se la conoce también por Rhodnius coreodes,estando su posición taxonómica actualmente en debate. La especie fue detectada en el norte y centro de Argentina, Bolivia, Paraguay y Brasil.Es una especie de importancia epidemiológica, ya que es un vector de la Enfermedad de Chagas, producida por la infección de Tripanosoma cruzi. Esta especie se diferencia de otras similares porque tiene coloración marrón y ser muy pequeña (ver la figura).

Aspectos distintivos de la especie Triatoma breyeri.

## Hábitat
T. breyeri es una especie esencialmente silvestre. Completa si ciclo de vida en ambientes naturales, encontrándose individuos en nidos de aves.